# Aleksander Michałowski
Aleksander Michałowski   (Kàmianets-Podilski, 17 de maig de 1851 - Varsòvia, 17 d'octubre de 1938) va ser un pianista, pedagog i compositor polonès que, a més de la seva immensa tècnica, va tenir una profunda influència en l'ensenyament de la tècnica del pianoforte, especialment en relació amb el obres de Chopin i JS Bach, i van deixar aquest llegat entre un gran nombre d'alumnes.

## Biografia
Aleksander Michałowski va néixer Ucraïna, que llavors formava part de l'Imperi rus. Des del 1867, als 16 anys, va estudiar al Conservatori de Leipzig com a alumne d'Ignaz Moscheles, Carl Reinecke i Theodor Coccius. Coccius va ser la seva influència més gran i va ser treballador, sovint exercint durant 10 hores al dia. El 1869 va anar a Berlín i va estudiar amb Carl Tausig. (Tausig va intentar fer-lo adoptar una posició de dit molt elevada, cosa que gairebé va arruïnar la seva tècnica). Es va traslladar a Varsòvia, on es va establir definitivament, el 1870.
En aquesta època va establir l'amistat de Karol Mikuli (1821-1897), que havia rebut lliçons de Chopin entre 1844 i 1848, i va ser el cap del Conservatori de Lviv. Mikuli li va donar moltes idees pròpies del compositor sobre la interpretació de les seves obres; Michałowski també va conèixer la dotada alumna de Chopin, la princesa Marcelina Czartoryska (nata Radziwiłł), que li va tocar algunes masurques. Moscheles també havia estat amic de Chopin i, per tant, Michałowski va obtenir una rica comprensió del pensament i la interpretació pianística de Chopin.

## El seu estil Chopin
Coneixia totes les obres de Chopin i va dedicar tota la vida al seu estudi. En la seva interpretació, ocasionalment alterava el text musical i en transcrivia alguns a la manera de Maurice Rosenthal. El 1878 va visitar Franz Liszt a Weimar i, al principi (tenint connexions amb el Conservatori de Leipzig) no va ser benvingut, però després va fer una impressió tal que Liszt va reconèixer la seva autenticitat i va aprovar les variants que va introduir. Un successor posterior a Varsòvia Zbigniew Drzewiecki va escriure:
| « | <"Com a intèrpret de Chopin va crear un cert estil de representació de les obres del compositor que va trobar molts imitadors. Consistia en cisellar passatges ràpids i destacar la seva elegància per suavitzar les vores de clímaxs expressius més nítids, en donar a les obres de Chopin l'aire d'un sentimentalisme gairebé a la sala. I, tanmateix, aquest lleuger sentimentalisme sempre va estar sota el control estricte de la moderació, la puresa instrumental i el bon gust.> | » |

## Principis docents
El 1874 es va instal·lar a Varsòvia i va començar a ensenyar, al principi de manera privada. Des de 1891 es va convertir en professor de la classe de pianistes de concerts a l'Institut de Música de Varsòvia (en aquell moment sota la direcció d'Apolinary Kątski), i hi va continuar fins al 1918, després del qual va ensenyar a la "Fryderyk Chopin Music School" de la Societat de la Música de Varsòvia. Va destacar especialment la importància del joc contrapuntístic, i durant els dos primers anys de treball dels seus estudiants amb ell els va fer tocar molt J. S. Bach. En el cas d'un dels seus alumnes més famosos, Wanda Landowska, això va conduir a una carrera dedicada a Bach i a la música barroca. El mateix Chopin tenia una simpatia particular per Bach, i Michałowski entenia que els principis contrapuntístics eren els més importants per a la comprensió de l'obra de Chopin. També va desenvolupar els aspectes imaginatius i valents del joc dels seus estudiants. Va utilitzar moltes demostracions a les lliçons i va animar els estudiants a imitar aspectes de la seva pròpia interpretació.

## Estudiants i successors
Entre els seus nombrosos estudiants hi havia diversos que podrien haver tingut carreres internacionals més famoses si les dues guerres mundials no s'haguessin interromput o, en alguns casos, acabessin la seva feina. Entre ells hi havia Jerzy Żurawlew, que va fundar els Concursos Internacionals de Piano Chopin el 1927. Wanda Landowska, Vladimir Sofronitsky i Mischa Levitzki van ser probablement els alumnes més famosos. Jerzy Lefeld es va convertir en el seu amanuense. Bolesław Kon, un alumne destacat, que també va estudiar amb Konstantin Igumnov, va morir el 1936 als 30 anys. Róża Etkin-Moszkowska va ser assassinada a Varsòvia per una bomba incendiaria el 1944. Henryk Pachulski (nascut el 1859) i Piotr Maszyński (nascut el 1855) es van trobar entre els seus primers alumnes, i Stanislaw Urstein, Edwarda Chojnacka, Wiktor Chapowicki, Józef Śmidowicz, Vladimir Sofronitsky i Bolesław Woytowicz entre els posteriors. Heinrich Neuhaus, un professor de renom, entre els seus propis alumnes, inclosos Sviatoslav Richter, Emil Gilels, Yakov Zak i Ryszard Bakst, va rebre lliçons de Michałowski. Radziwonowicz també s'enumeren Stefania Allina, Zofia Buckiewiczowa, Janina Familier Hepner, Zofia Frankiewicz, Stefania Niekrasz, Stanislaw Nawrocki, Ludomir Różycki, Piotr Rytel, Henryk Schulz-Evler, Władysław Szpilman, Juliusz Wolfsohn i Alexander Zakin. Józef Turczyński, el seu immediat successor a Varsòvia, i després d'ell Zbigniew Drzewiecki, no eren els seus estudiants, però van continuar la seva tasca com a principals professors de l'escola polonesa.

## Carrera posterior
- Michałowski també va ser músic de cambra i interpretava duos amb el violinista Stanisław Barcewicz, i trios amb Barcewicz i el violoncel·lista Aleksandr Verzhbilovich.[10]

Va escriure 35 obres de pianoforte (sobretot articles curts i brillants) i va produir una edició instructiva de les obres de Chopin. Va realitzar un nombre substancial de discos de gramòfons, realitzats en tres períodes diferents, el primer cap al 1906, el segon cap al 1918 i l'últim als anys trenta. Harold C. Schonberg va considerar que revelaven una "veu heroica". Tot i que havia estat un concertista amb molt d'èxit, es va dedicar cada vegada més a la docència, sobretot quan la seva vista va fracassar ràpidament després del 1912. Tot i així, va ser persuadit de nou a la plataforma per una companya, Mme Ruszczycówna, i va donar un gran nombre de concerts en els anys següents, el 1919 celebrant mig segle des del seu debut. El 1929 va interpretar els dos concerts de Chopin en un sol concert.
Va morir a Varsòvia als 87 anys, el 17 d'octubre de 1938, aniversari de la mort de Chopin.

## Discografia
- 2016: Acte Préalable AP0365 - Aleksander Michałowski - Piano Works 1 (Artur Cimirro)[2]